# Владіміро Каларезе
Владіміро Каларезе (італ. Wladimiro Calarese, нар. 3 жовтня 1930, Мессіна, Італія — 13 серпня 2005, Дейтон, Огайо, США) — італійський фехтувальник на шаблях, дворазовий срібний (1964 та 1968 роки) та дворазовий бронзовий (1960 рік) призер Олімпійських ігор.

## Виступи на Олімпіадах
| Олімпіада   | Дисципліна          | Місце     |
| ----------- | ------------------- | --------- |
| Рим 1960    | індивідуальна шабля | 3         |
| Рим 1960    | командна шабля      | 3         |
| Токіо 1964  | індивідуальна шабля | 5 p1 r2/4 |
| Токіо 1964  | командна шабля      | 2         |
| Мехіко 1968 | індивідуальна шабля | 13        |
| Мехіко 1968 | командна шабля      | 2         |